# Rosca M42

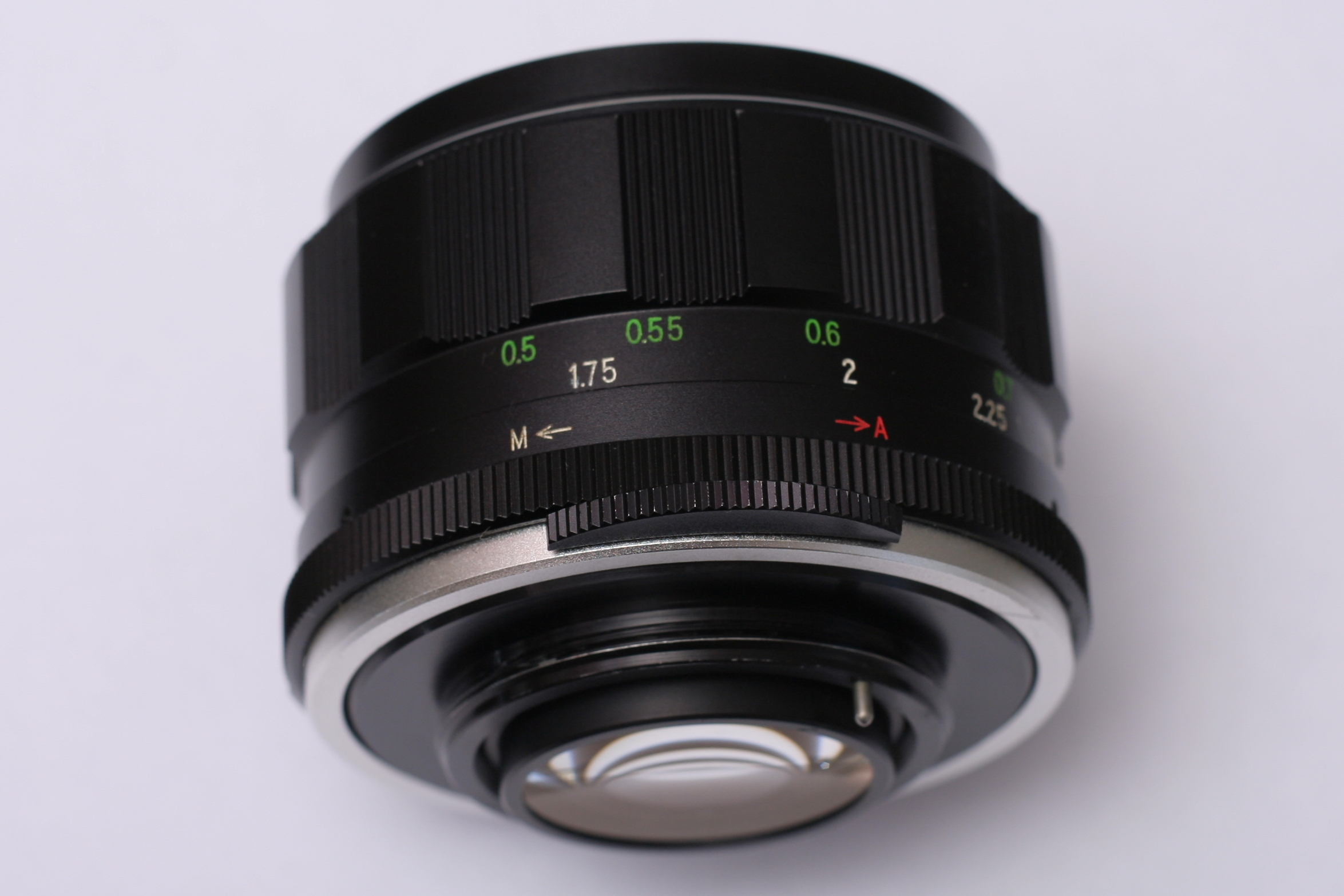
Objectiu Ricoh Rikenon 55mm f1.4 amb muntura rosca M42

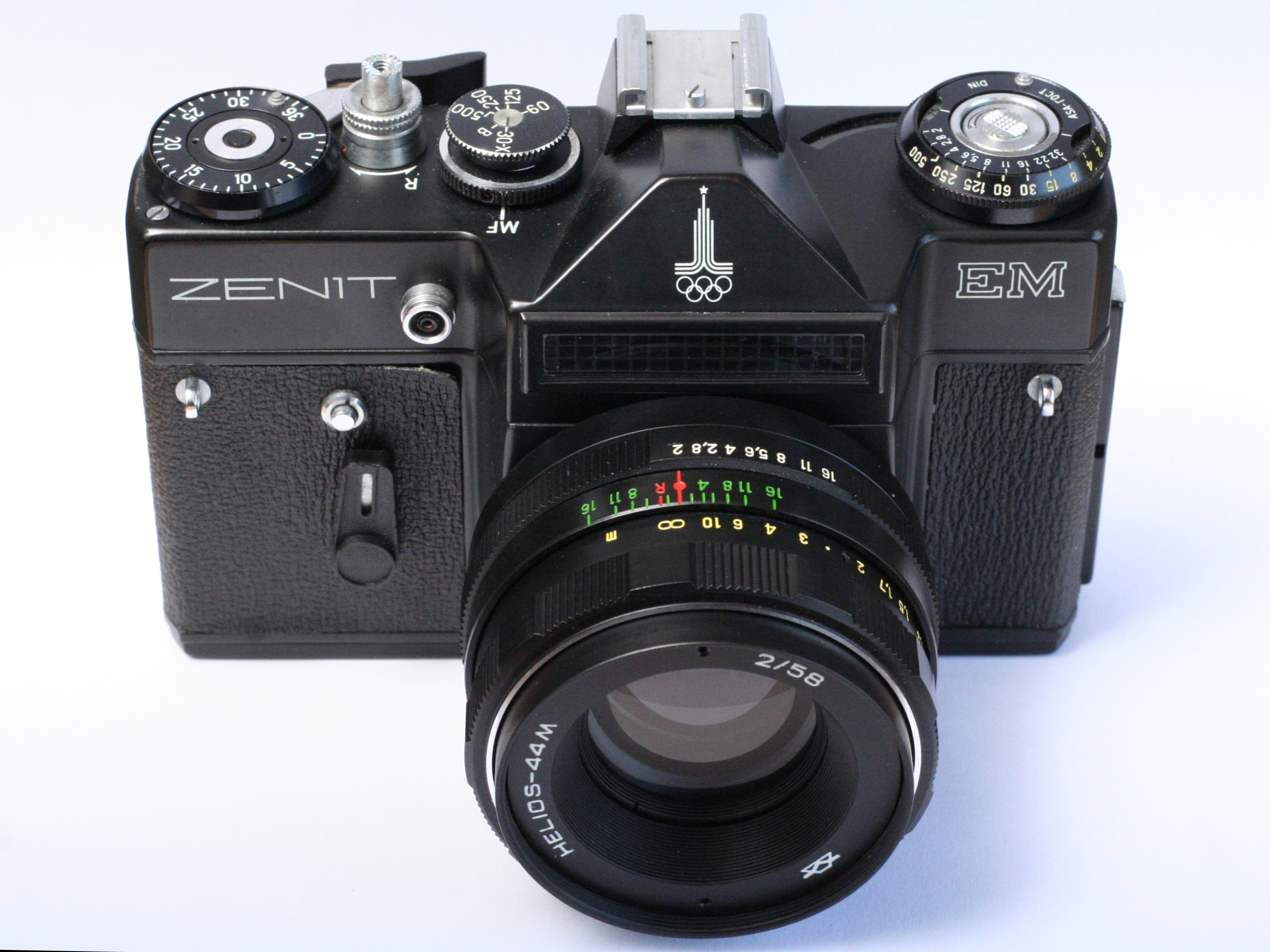
Zenit EM amb un Helios-44M 2/58 amb rosca M42 de 1978 Edició Commemorativa Jocs Olímpics de Moscou 1980

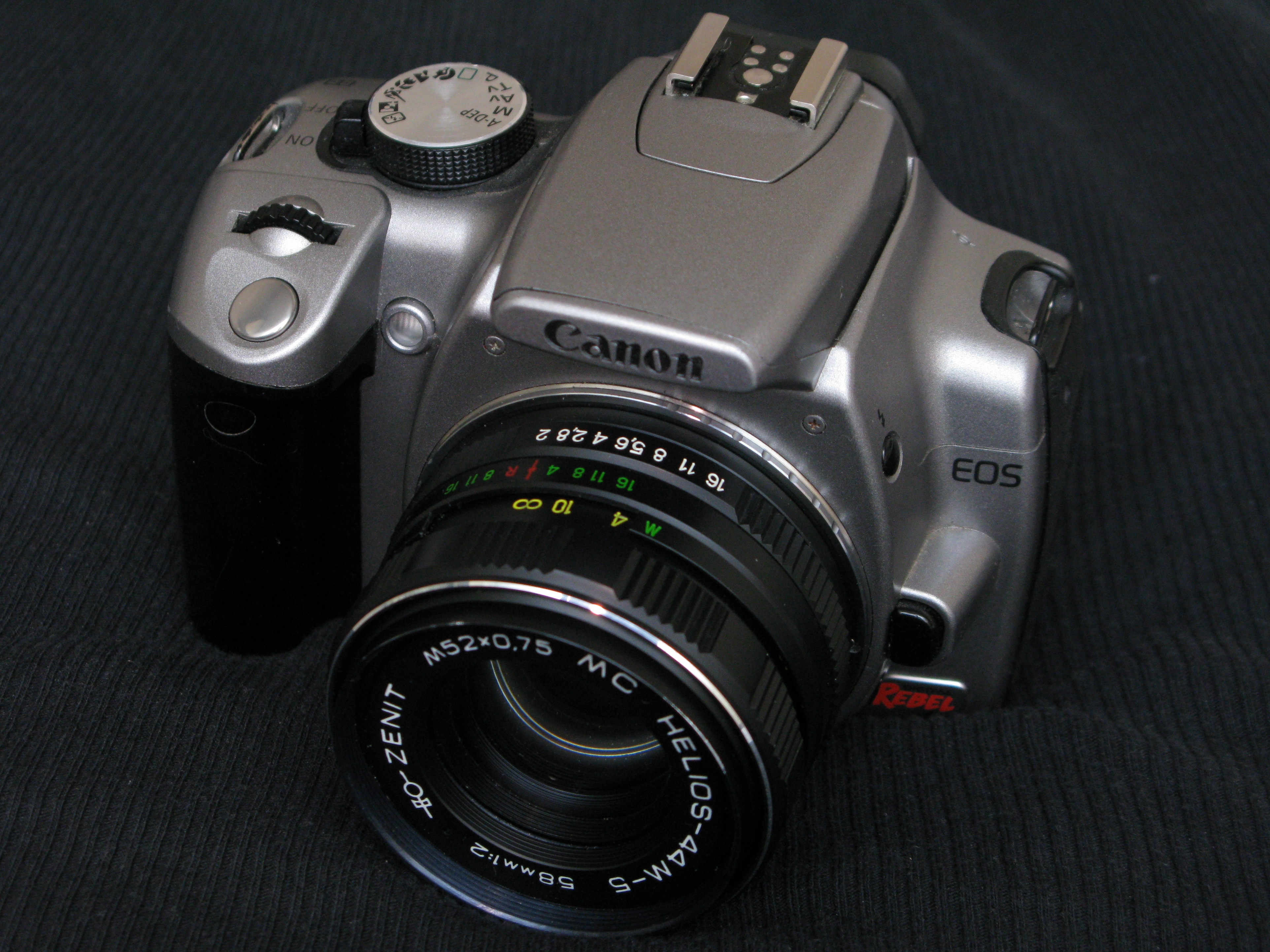
Canon EOS Rebel XT amb un adaptador M42 i un objectiu Helios-44M-5 58mm f2

La muntura d'objectius M42 és un estàndard per a l'assemblatge d'objectius a rosca en càmeres de 35 mm, principalment per a càmeres rèflex. Anomenada també M42 × 1 mm, la qual cosa significa que és una rosca mètrica de 42 mm de diàmetre i 1 mm de pas.
La muntura té una distància de brida de 45,46mm i un diàmetre intern de 42mm.

## Història
Aquesta muntura va ser utilitzada per primera vegada a la Zeiss Contax S el 1949, de la VEB Zeiss Ikon Dresden de la República Democràtica Alemanya, que després de fusionar-se amb altres fabricants va prendre el nom de Veb Pentacon, fabricant de les càmeres Praktica. El mateix any també va sortir la Praktica KW amb la mateixa muntura.
La rosca M42 es va fer molt coneguda al Japó sota la marca Praktica, i se la coneix allí com a 'muntura Praktica'. Ja que no hi havia elements de propietat registrada sobre la muntura M42 aquesta va ser usada per molts altres fabricants, la qual cosa va donar lloc al fet que s'anomenés 'muntura universal' o 'rosca universal'.
La muntura M42 va ser popularitzada als Estats Units per Pentax, per la qual cosa també es coneix com a 'muntura Pentax a rosca'. Té una distància de registre de 45,5mm, encara que en alguns manuals de Pentax també se cita com a 45,46mm.
La muntura T2 de Tamron també utilitza una rosca de 42 mm, però el pas és més fi, és de 0,75 mm i té una distància de registre major, és a dir, l'element posterior de l'objectiu està més lluny del pla de la pel·lícula. Les dues muntures no són compatibles entre si, i l'intent de muntar un objectiu M42 en una càmera T2, i viceversa, podria danyar les rosques, tant en l'objectiu com en la muntura de la càmera.
Aquesta muntura va ser reemplaçada per diferents muntures de baioneta que cada fabricant va desenvolupar, i encara que pràcticament es va deixar de fabricar entre finals de la dècada de 1970 i principis de la dècada del 1980 (a excepció de Praktica i diversos fabricants soviètics com Zenit que van continuar produint-la uns 20 anys més), el seu ús ha tornat a ressorgir en aquests últims anys a causa de la compatibilitat, via adaptadors, amb diverses muntures de càmeres digitals, entre elles la muntura Canon EF, i al caràcter, preu i qualitat tan òptica com mecànica dels objectius M42.

## Marques de càmeres fabricades amb muntura M42
- Chinon: El 1973 va llançar el mercat la seva primera càmera amb muntura M42, la Chinon CE Memotron.[10] El 1979 va presentar la Chinon CE4 i la marca va passar a utilitzar la muntura K.[11]
- Cosina: El 1968 va llançar el mercat la seva primera càmera amb muntura M42, la Cosina Hi-Lite.[12] El 1978 va presentar la Cosina CS-2 i la marca va passar a utilitzar la muntura K.[11]
- Contax: El 1949 va llançar el mercat la seva primera càmera amb muntura M42, la Contax S.[13] El 1974 va presentar la Contax RTS i la marca va passar a utilitzar la muntura Contax / Yashica.[14]
- Exacta: El 1976 va llançar el mercat la seva primera càmera amb muntura M42, l'Exacta TL 500.[15] El 1978 va presentar la Exacta EDX2, amb muntura Topcon RE,[16] i més endavant la Exacta HS-1 amb muntura Pentax K.[17]
- Fujica: El 1970 va llançar el mercat la seva primera càmera amb muntura M42, la Fujica ST-701.[18] El 1979 va presentar la Fujica AX-1 i la marca va passar a utilitzar la muntura Fujica X.[19]
- Haking: El 1976 va llançar el mercat la seva primera càmera amb muntura M42, la Haking L80.[20]
- Hanimex: El 1977 va llançar el mercat la seva primera càmera amb muntura M42, la Hanimex 35SL.[20] El 1982 va presentar la Hanimex DR-1 i la marca va passar a utilitzar la muntura K.[21]
- Mamiya: El 1974 va llançar el mercat la seva primera càmera amb muntura M42, la Mamiya MSX 500.[22] El 1980 va presentar la Mamiya ZE i la marca va passar a utilitzar la muntura Mamiya E.[23]
- Miranda: El 1974 va llançar el mercat la seva primera càmera amb muntura M42, la Miranda TM.[24] El 1986 va presentar la Miranda MS-1 i la marca va passar a utilitzar la muntura K.[25]
- Olympus: El 1970 va llançar el mercat la seva primera càmera amb muntura M42, la Olympus FTL.[26] El 1972 va presentar la Olympus OM-1 i la marca va passar a utilitzar la muntura Olympus OM.[27]
- Pentax: Primer fabricant japonès en incorporar aquesta muntura amb la Asahi Pentax de 1957.[5] El 1975 va presentar la Pentax K2 i la marca va passar a utilitzar la muntura K.[28]
- Petri: El 1959 va llançar el mercat la seva primera càmera amb muntura M42, la Petri Penta.[29]
- Praktica: El 1949 va llançar el mercat la seva primera càmera amb muntura M42, la Praktica.[13] El 1979 va presentar la Praktica B200 i la marca va passar a utilitzar la muntura Praktica B.[30]
- Regula: El 1966 va llançar el mercat la seva primera càmera amb muntura M42, la Regula CTL.[20]
- Ricoh: El 1967 va llançar el mercat la seva primera càmera amb muntura M42, la Ricoh Singlex TLS.[31] El 1978 va presentar la Ricoh XR-1 i la marca va passar a utilitzar la muntura K.[11]
- Soligor: El 1974 va llançar al mercat la seva primera càmera amb muntura M42, la Soligor TM.[32]
- Voigtländer / Ifbaflex: El 1974 va llançar el mercat la seva primera càmera amb muntura M42, la Voigtlander VSL1 / Ifbaflex M102.[33]
- Yashica: El 1961 va llançar el mercat la seva primera càmera amb muntura M42, la Yashica Penta J (Reflex 35).[34] El 1974 va presentar la Yashica FX1 i la marca va passar a utilitzar la muntura Contax / Yashica.[14]
- Wirgin Edixa: El 1956 va llançar el mercat la seva primera càmera amb muntura M42, la Wirgin Edixa B.[35]
- Zenit: El 1965 va llançar el mercat la seva primera càmera amb muntura M42, la Zenit-E.[36] El 1985 va presentar la Zenit Avtomat i la marca va passar a utilitzar la muntura K.[37]

## Marques d'objectius amb muntura M42
A part de totes les marques esmentades anteriorment, que a part de fabricar les càmeres, fabricaven també els objectius per aquestes, les següents marques només fabricaven objectius amb aquesta muntura:
Accura, Arco, Aragon, Astro-Berlin, Avanar, Beroflex, Berolina, Cimko, Cunor, Enna, Feinmess, Hoya, Ichizuka, Isco, Kilfitt, KMZ, Komura, Kyoei Acall, E. Ludwig, Meyer-Optik Görlitz, Miida, MMZ, Osawa, Panagor, Paragon, Piesker, Porst, Revuenon, Rexatar, Rodenstock, Schacht, Schneider-Kreuznach, Sigma, Steinheil, Sun, Tamron, Telesar, Tokina, Tomioka, etc.